# Storthyngura vemae
Storthyngura vemae är en kräftdjursart som beskrevs av Menzies 1962C. Storthyngura vemae ingår i släktet Storthyngura och familjen Munnopsidae. Inga underarter finns listade i Catalogue of Life.